# Carta de Privilegio de Carlos III (Puebla de San Miguel)

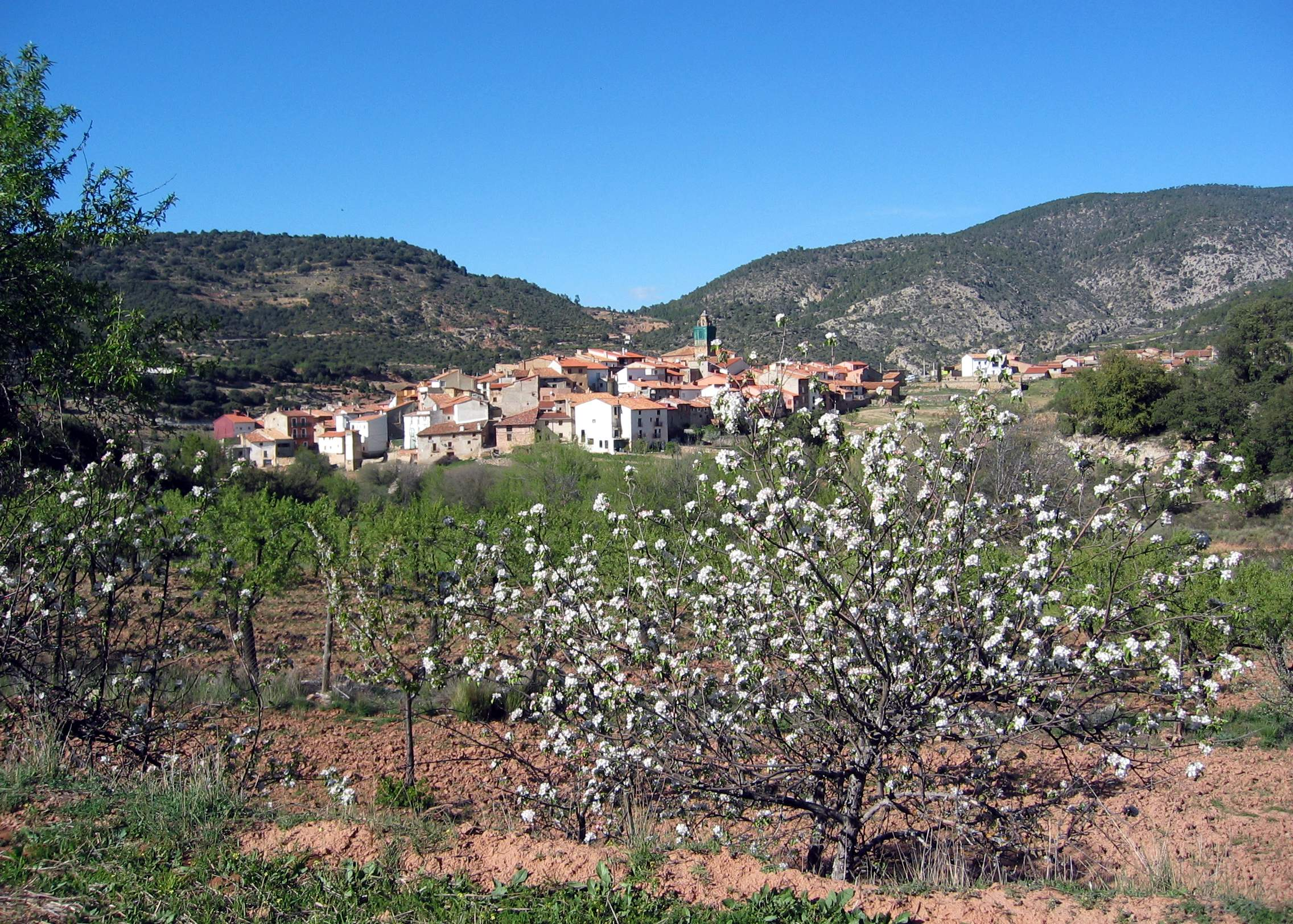
Vista general (meridional) de Puebla de San Miguel (Valencia), desde el camino de Sesga, año 2015.

La Carta de Privilegio es un documento por el que el rey Carlos III (1759-1788) concedió el título de villa a Puebla de San Miguel, en el Rincón de Ademuz, provincia de Valencia, (Comunidad Valenciana, España).

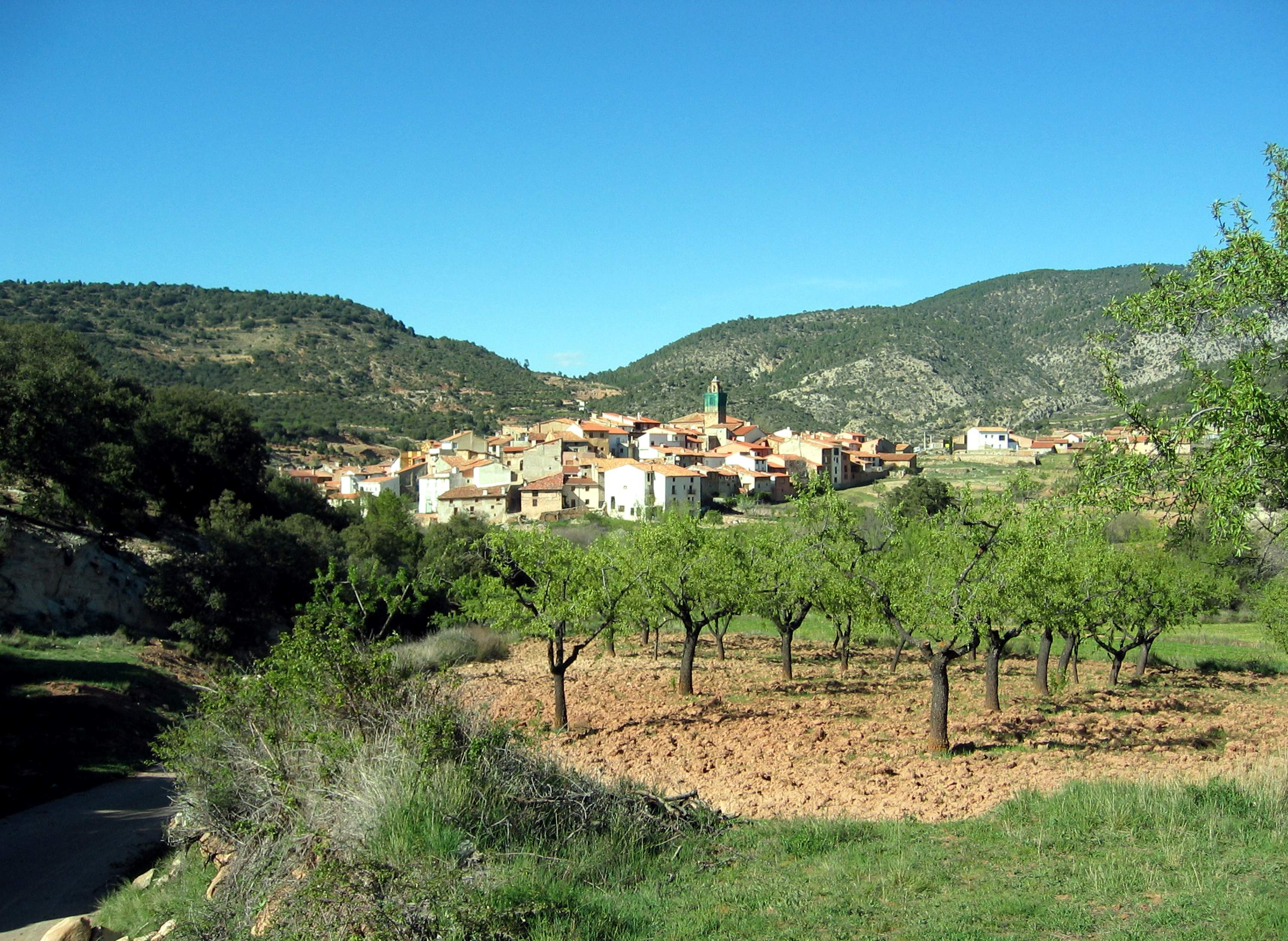
Vista general (meridional) de Puebla de San Miguel (Valencia), desde el camino de Sesga, año 2015.

El registro se halla en el Archivo Histórico Municipal de la Villa -uno de los más ricos y mejor conservados del Rincón de Ademuz-, y está firmado por el propio monarca, datado en El Pardo (Madrid), el 12 de febrero de 1765. Su texto está inserto en un libro encuadernado en piel con cierres de latón. Ocupa los diez primeros folios, escritos por ambas caras -recto y vuelto-, con letra color salmón y amplio trazo, lateralizada hacia la derecha.

## Comentario
Se trata de un típico instrumento de concesión de villazgo, datado al comienzo del reinado de Carlos III, un rey abierto a las directrices europeizantes de la época, prototipo del despotismo ilustrado: Todo por el pueblo, pero sin el pueblo. Conocido el interés del monarca en la repoblación y mejora de España, el título de Villa Real concedido a Puebla de San Miguel puede verse como acicate y estímulo para favorecer el asentamiento de la población al territorio, dados los beneficios económicos y de otro tipo que suponían para los lugareños la liberación de la autoridad jurisdiccional de Ademuz, su villa matriz. Precisamente, en años próximos a la concesión de aquel privilegio la población censaba unos 120 vecinos (Tomás López, 1775), frente a los 50 de principios de la centuria (Vecindario de Campoflorido, 1713).

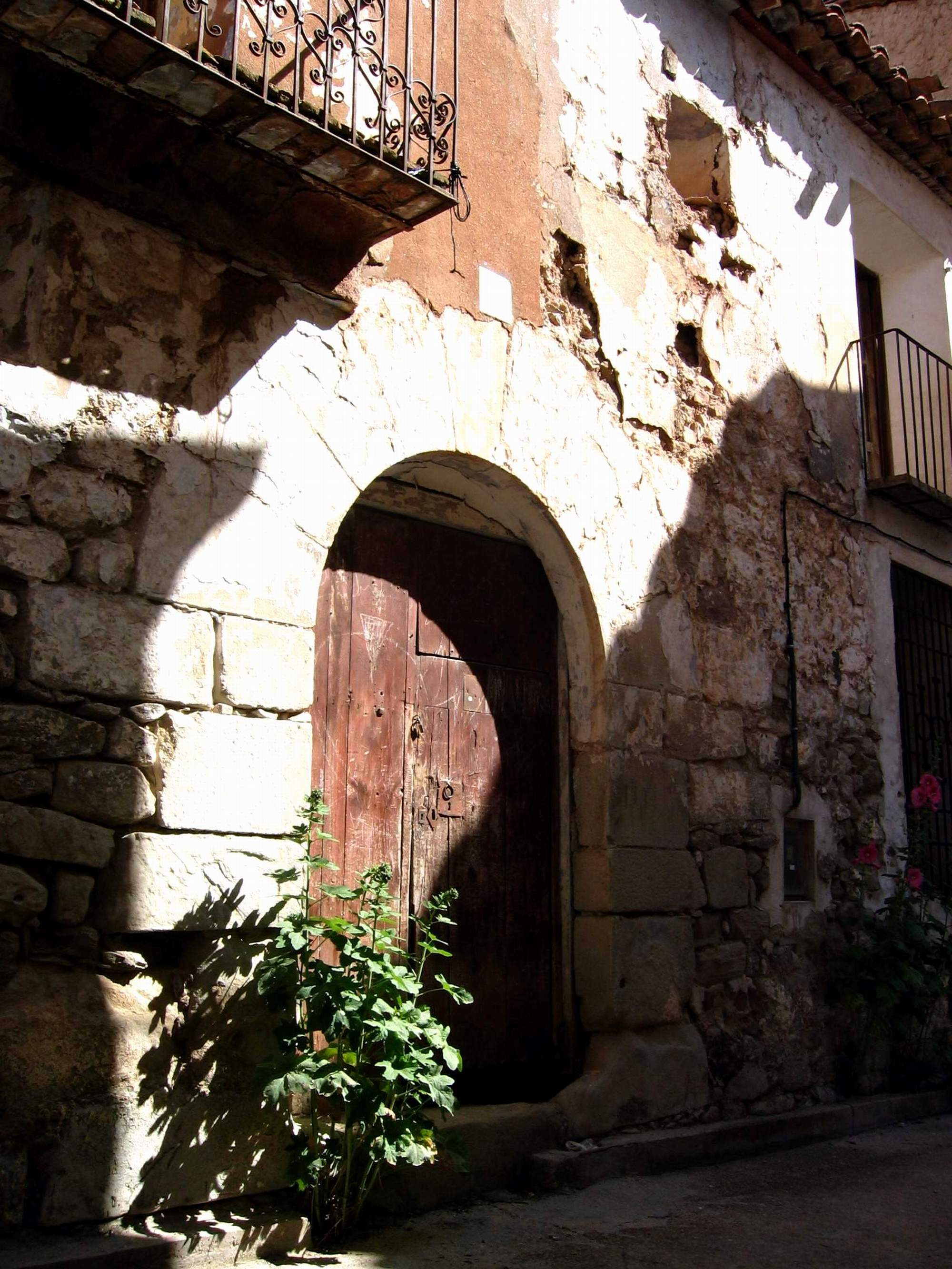
Detalle de arquitectura tradicional (venacular) en Puebla de San Miguel (Valencia), correspondiente a la Casa Abadía, año 2003.

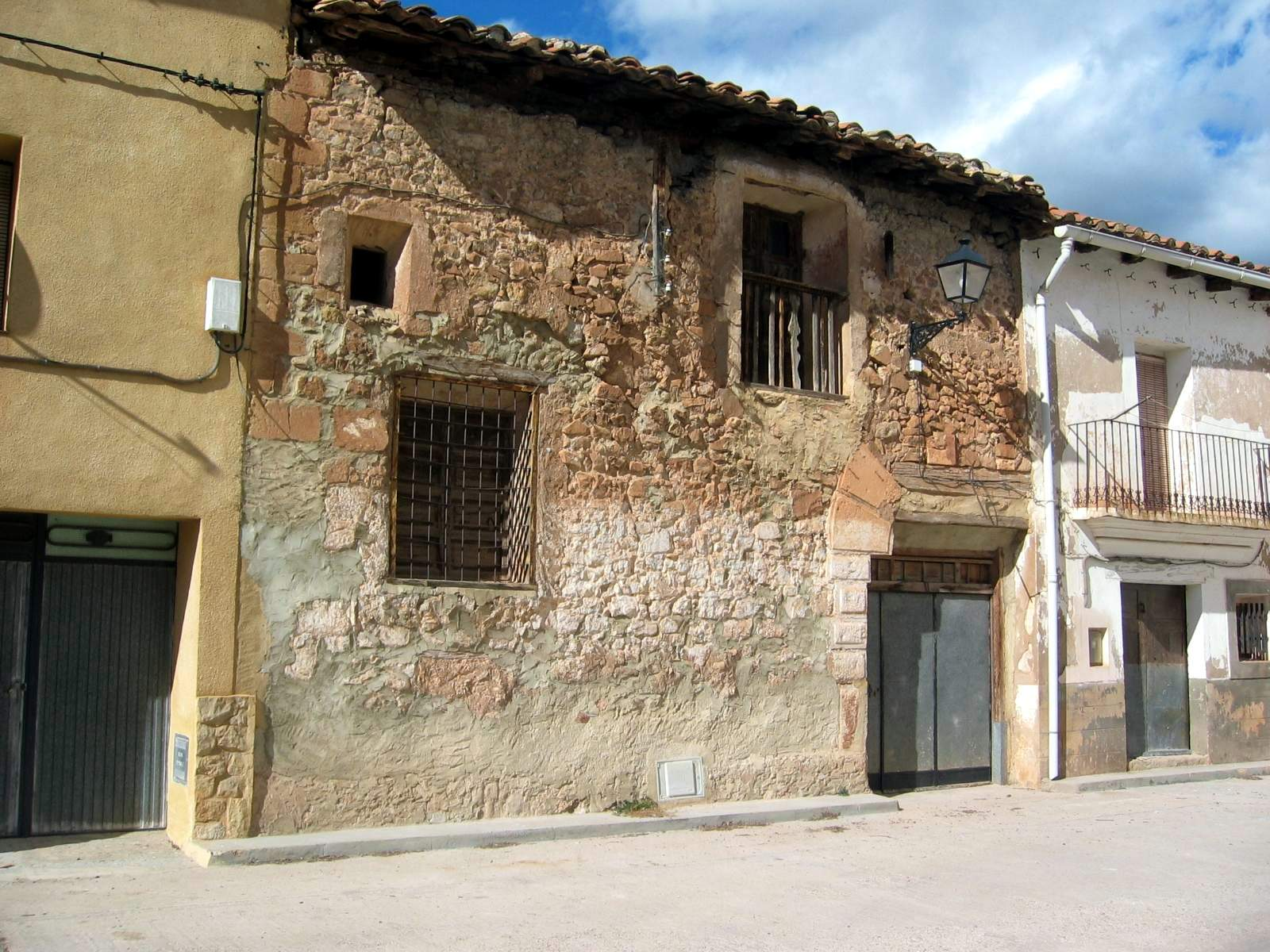
Detalle de arquitectura tradicional (venacular) en Puebla de San Miguel (Valencia), año 2003.

La tramitación del expediente debió ser muy laboriosa, dada la oposición de Ademuz a la segregación de una parte de su territorio. Finalmente, sin embargo, el rey se avino «en conceder a la referida Universidad de la Puebla de San Miguel en mi Reyno de Valencia, el Privilegio que solicita de que se la erija en Villa Real, separándola de la Villa de Ademuz».
Tras el pago de las correspondientes tasas administrativas y usando de sus reales y absolutas prerrogativas como Rey y Señor natural, eximió, sacó y libró a la población solicitante de la jurisdicción de la villa de Ademuz y su término, «y la hago villa de por sí, y sobre sí, con jurisdicción civil, y criminal, alta y baxa, mero y mixto imperio en primera instancia, para que se gobierne por sus justicias, sin dependencia alguna de las de dicha Villa de Ademuz».
El imperium era la autoridad de poder ejecutar las decisiones judiciales, para lo que se distinguía entre el mero y el mixto imperio. El primero se refería a la alta jurisdicción criminal, incluyendo poder ejecutar las penas corporales más graves: muerte y mutilación de miembros. De esta forma se facultaba a las nuevas autoridades de la villa para poder conocer y tratar causas, pleitos y negocios civiles y criminales, tanto de los vecinos como de las personas de paso que hubiera en la villa y su término.-
Respecto al término y jurisdicción, hace referencia al que le tocare, «así por vecindad, como Dezmería o Alcavalatorio», aludiendo a que será el juez que fuera a darles la posesión del villazgo quien determinaría la parte geográfica que le correspondería a la nueva villa: según el número de vecinos y por dezmería (territorio del que se cobraba el diezmo) o alcavalatorio (impuesto indirecto castellano que gravaba las ventas y permutas entre vecinos).
A continuación faculta a la nueva villa para poder proponer y nombrar junta en su Ayuntamiento; esto es, personas que ejerzan de alcaldes ordinarios, regidores, procuradores generales, alcaldes de la hermandad, etc. Y manda a los alcaldes y a cualquier otro funcionario de la villa de Ademuz que «para siempre jamás» se abstengan de intervenir en los asuntos propios de la Puebla de San Miguel, toda vez que la nueva villa tiene ya territorio exclusivo y alcaldes y ministros que la rijan en la primera instancia de la jurisdicción civil y criminal.
Es así como el rey permite y desea que pueda colocarse horca y picota y otras insignias jurisdiccionales de autoridad, según acostumbraba ponerse en las villas que tenían dicha competencia «alta y baxa, mero y mixto imperio» en primera instancia. Semejantes distintivos de autoridad también existieron y están documentados en Castielfabib y en Vallanca.
Asimismo, encarga al príncipe don Carlos –su amado hijo y heredero, futuro Carlos IV (1788-1808)-, y manda a los infantes y todos los personajes y cargos de la administración de justicia, militares y eclesiásticos..., y cualquier otro ministro de sus reinos y señoríos, y singularmente al Gobernador, Capitán General, Regente y Audiencia del Reino de Valencia, incluidas las personas de cualquier estado, grado y condición a quienes afecte lo contenido en estas disposiciones, que guarden, cumplan y hagan cumplir la presente Carta Real y lo contenido en ella: que no vayan contra lo dispuesto, ni consientan ir, ahora ni nunca, ni de forma alguna, por ninguna razón.
Empero, lo más interesante del párrafo está en la descripción de los miembros y cargos de la administración del estado absolutista español del Antiguo Régimen, donde se hacen evidentes los distintos estamentos de aquella sociedad y algunos de sus componentes.
Declara que por dicha merced –concesión del villazgo- la nueva villa ha realizado los pagos correspondientes (equivalente a ciento cincuenta reales de vellón), la misma cantidad que deberá pagar cada quince años, «perpetuamente, para siempre jamás»: dicho pago habrá de constar por certificación en la contaduría correspondiente, añadiendo que de no hacer el desembolso la disposición y el derecho quedarán sin efecto.
Finalmente, el monarca Ordena se tome razón en los «Libros de las Contadurías Generales» de la Hacienda Real, estableciendo para ello un plazo, contado desde la fecha, reflejando el haberse otorgado la Escritura de obligación correspondiente a los plazos quincenales. La data tuvo lugar en el Palacio del Pardo, a los doce días del mes de febrero de mil setecientos sesenta y cinco, y lo firma de su mano: «Yo el Rey», don Carlos III.

## Galería

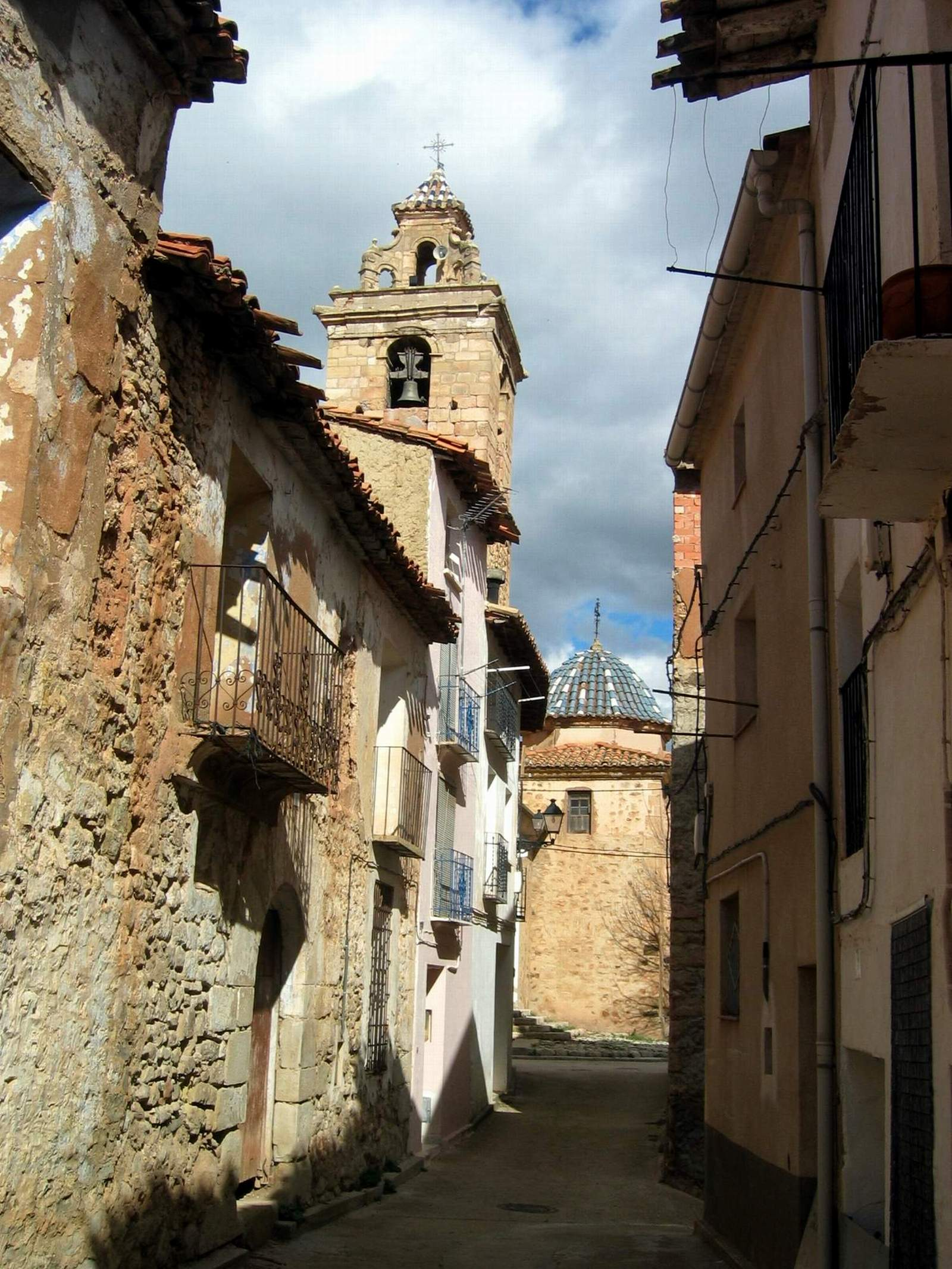
Detalle de arquitectura tradicional (vernacular) en Puebla de San Miguel (Valencia), con el campanario de la parroquial al fondo, año 2003.
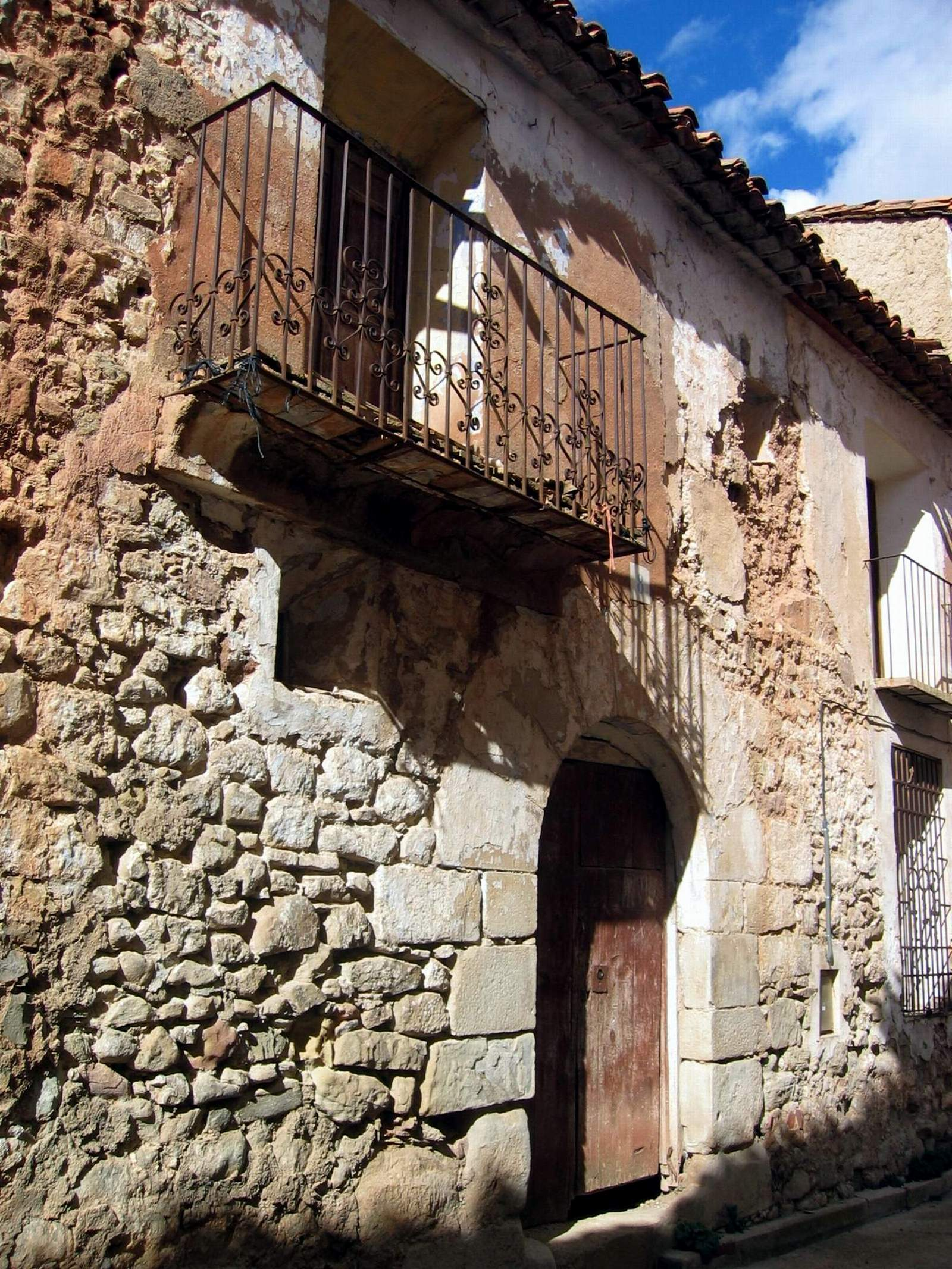
Detalle de arquitectura tradicional (vernacular) en Puebla de San Miguel (Valencia), año 2003.
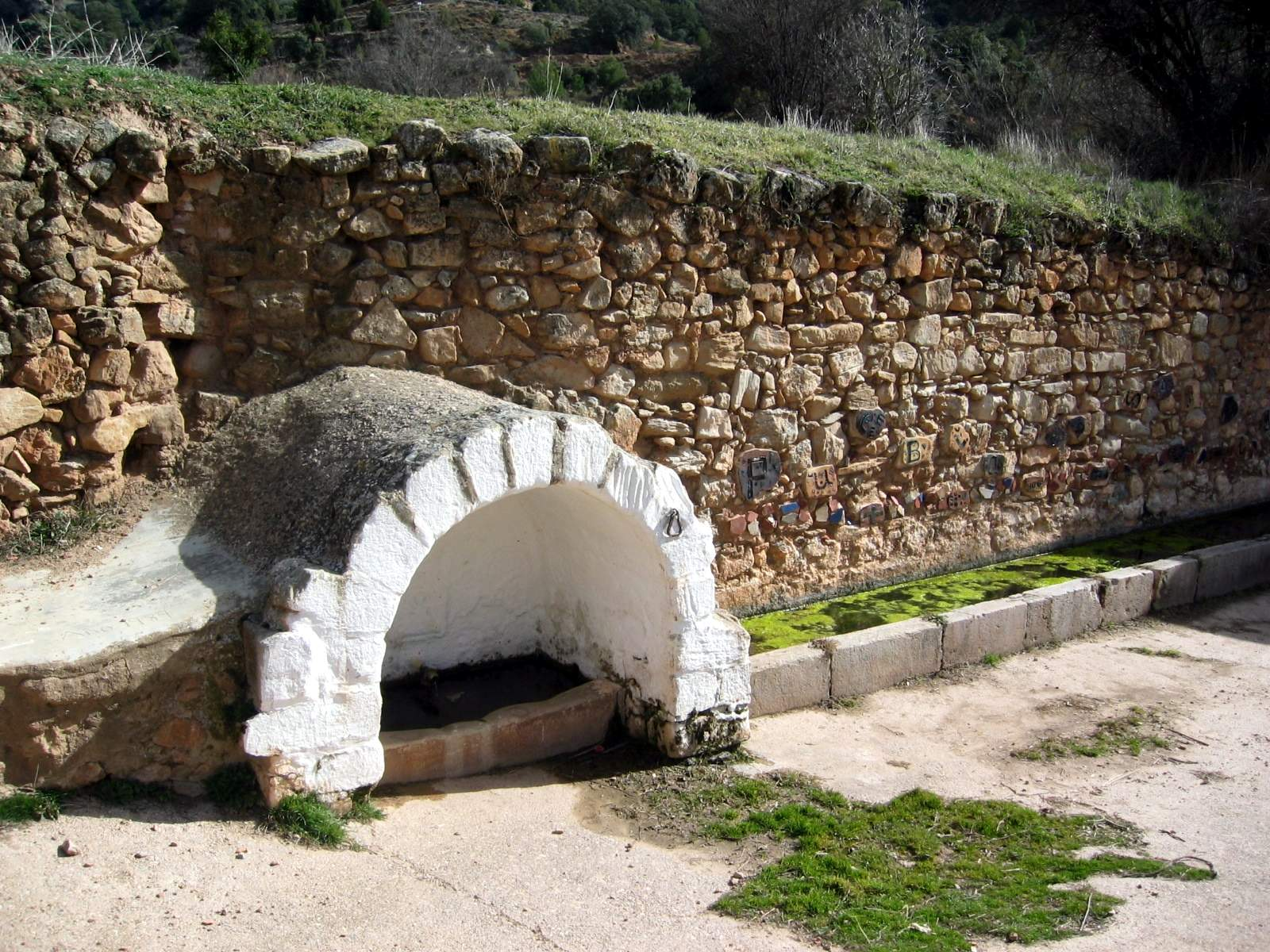
Detalle de arquitectura tradicional (vernacular) en Puebla de San Miguel (Valencia), correspondiente a la «fuente de Abajo», año 2003.
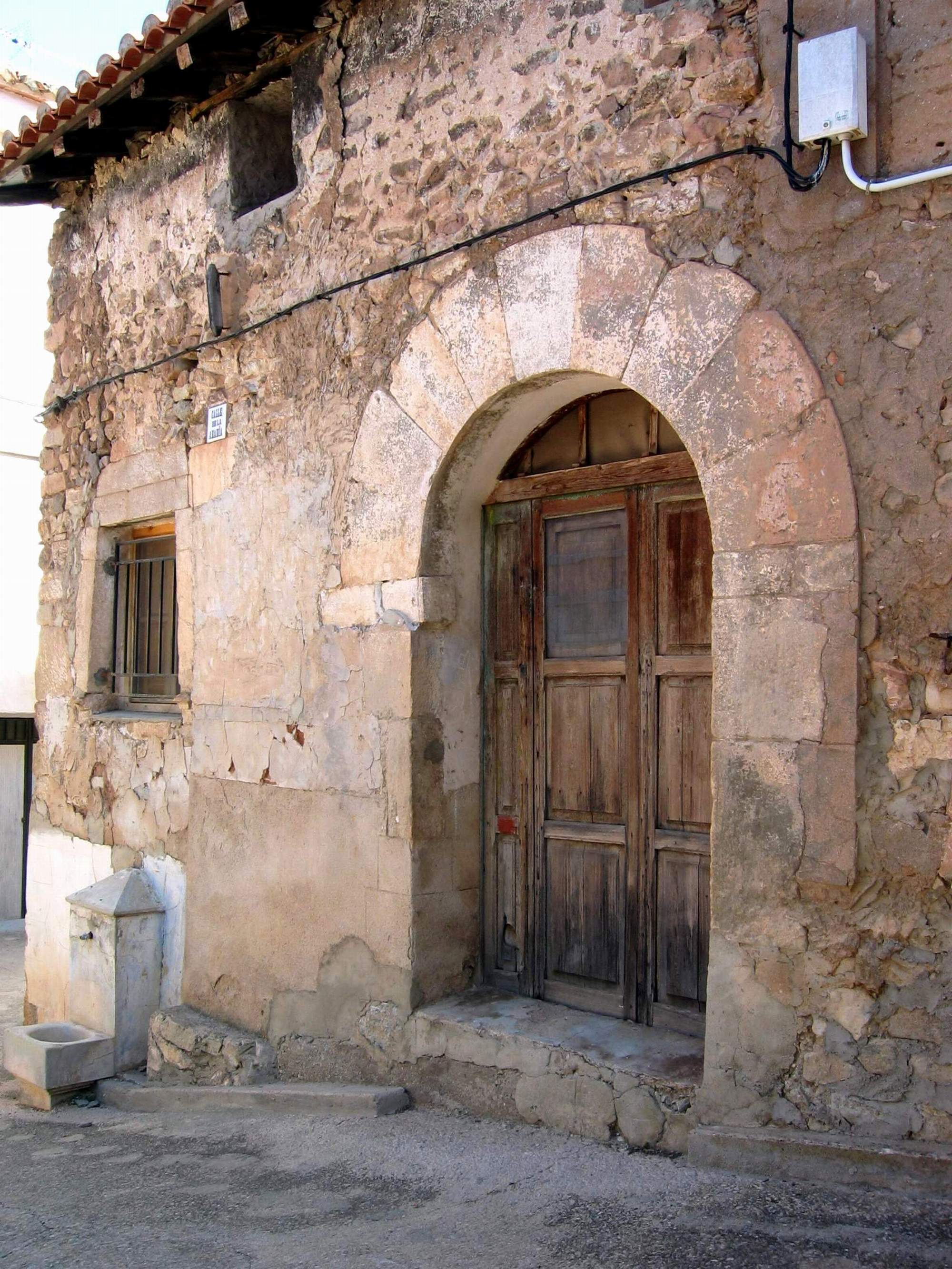
Detalle de arquitectura tradicional (vernacular) en Puebla de San Miguel (Valencia), año 2009.
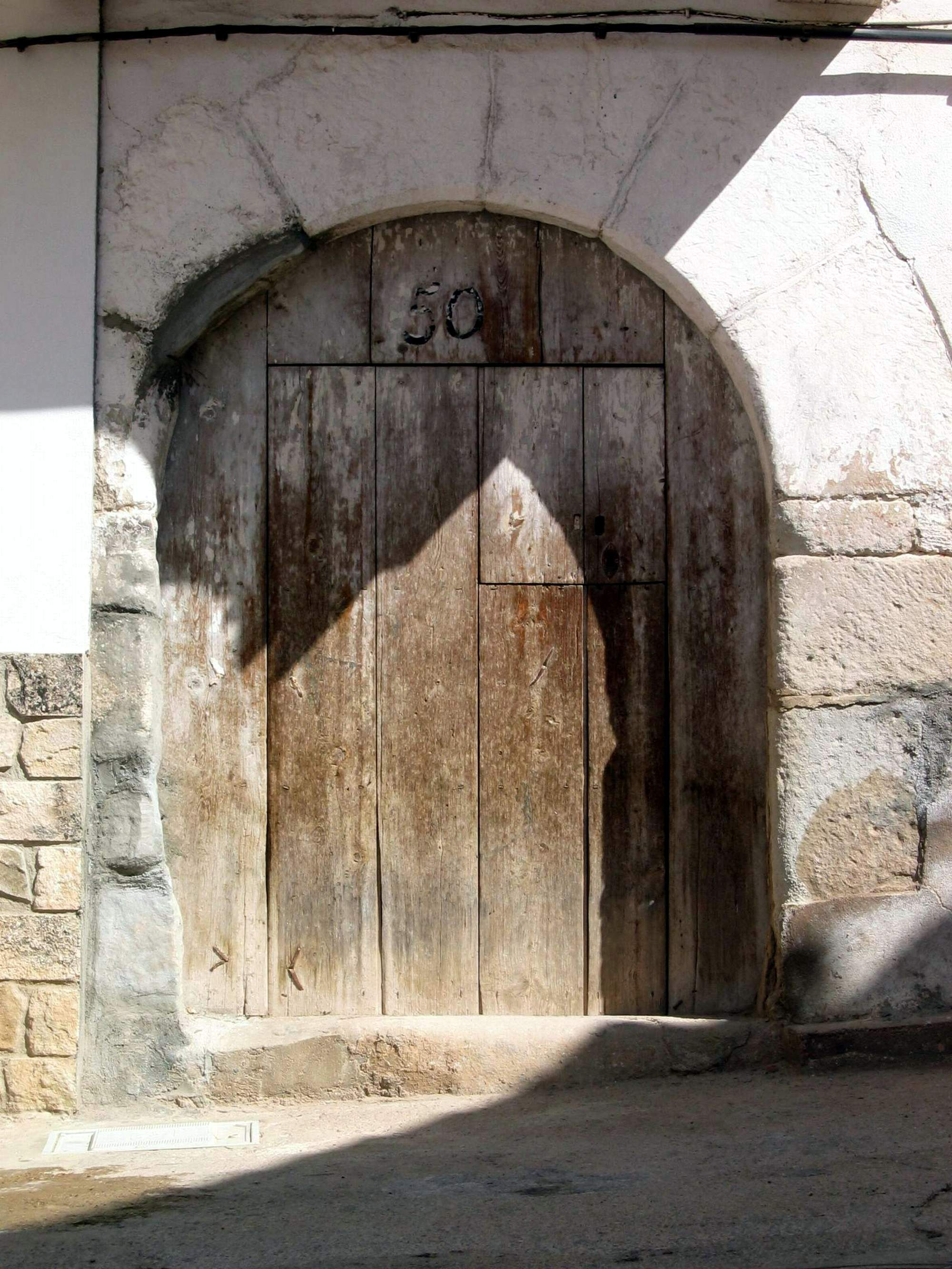
Detalle de arquitectura tradicional (vernacular) en Puebla de San Miguel (Valencia), año 2009.